# Simo Häyhä
Simo Häyhä (Rautjärvi, 17. prosinca 1905. – Hamina, 1. travnja 2002.), finski vojnik poznatiji kao "Bijela smrt" (ruski: Белая смерть, Bjelaja smjert'; finski: Valkoinen kuolema; švedski: Vita döden). Simo Häyhä istaknuo se time što je koristeći standardan nišan na pušci M/28 odnosno finskoj varijanti Mossin-Naganta ubio više od 500 ruskih vojnika u Zimskom ratu.

## Rane godine
Rodio se je u mjestu Rautjärviju blizu današnje granice Finske i Rusije. Ondje je 1925. služio vojsku. Prije nego što je postao vojnik Häyhä je bio seljak i strastveni lovac o čemu svjedoči tadašnji izgled njegove kuće koja je bila puna lovačkih trofeja. Tijekom Zimskog rata (1939. – 1940.) postao je snajperist i borio se protiv Crvene armije.
Obučen u potpuno bijelo kamuflažno odijelo na temperaturama između –20 °C i –40 °C Häyhä je ubio 505 vojnika Crvene armije. Broj od 505 vojnika je potvrđen dok se, ako se računaju i nepotvrđene smrti, broj poginulih pod Häyhä-inim hitcima penje i do 542. Neslužbeni izvori tvrde da je Häyhä ubio preko 800 neprijateljskih vojnika. Osim što je bio spretan i sa snajperom Häyhä je ubio i preko 200 vojnika sa strojnicom Suomi KP/-31. Zanimljivo je da je Häyhä sve ove hice postigao unutar 100 dana. Ta brojka čini ga najuspješnijim snajperistom 2. svjetskog rata.
Häyhä je koristio snajper M/28 zbog njegove relativno male dužine (1,6 m). Koristio ga je bez teleskopskog nišana kako bi predstavljao što manju metu za protivnika (kod bilo kakvog optičkog dodatka na snajperu glava treba biti iznad same puške), također nije volio teleskopski nišan jer je zbog temperature postojala opasnost od zamagljivanja i zbog same kamuflaže (refleksija na optici može odati poziciju snajperista). Taktike koje je koristio u lovu primijenio je i u ratu tj. ispred sebe je utabao snijeg kako se ne bi raspršio prilikom pucanja i pritom odao njegov položaj. Osim toga, Häyhä je u ustima uvijek imao snijeg kako se ne bi vidjela para nastala disanjem.
Sovjeti su ga nekoliko puta pokušali ubiti, u početku snajperima, a kasnije i artiljerijskim napadima, ali bezuspješno. 6. ožujka 1940. Häyhä je pogođen metkom u čeljust tokom zasjede u kojoj su sovjetski vojnici napali njegovu čeku. Sovjeti su vidjeli teške ozljede glave i nepomičnog Häyhä-u te zaključili da je mrtav i takvoga ostavili. Häyhä-u su pronašli suborci te se osvijestio 13. ožujka, na dan proglašenja mira. Vojnici koji su ga pronašli tvrde da mu je visila cijela lijeva strana glave što je s obzirom na kasnije slike vrlo moguće (ožiljak se proteže preko cijele lijeve strane čeljusti). Häyhä je poznat po tome što je najbrže u povijesti finske vojske napredovao od čina vodnika do čina poručnika.

## Kasnije godine
Nakon završetka Zimskog rata trebalo mu je nekoliko godina da se oporavi od ozljeda glave. Oporavak je bio potpun te se Häyhä posvetio svojoj strasti: lovu na jelene i uzgoju pasa.

## Zanimljivosti
Godine 1998. su ga pitali čemu duguje uspjeh kao snajperist na što je odgovorio vrlo jednostavno: "Vježbi!". Također ga se pitalo žali li za ljudima koje je ubio na koje je odgovorio: "Radio sam ono što su mi rekli najbolje što sam znao."

## Daljnje čitanje
- P. Sarjanen, Valkoinen kuolema ISBN 952-5170-05-5
- Tapio A. M. Saarelainen, Sankarikorpraali Simo Häyhä ISBN 952-5026-52-3
- Tapio A. M. Saarelainen, The Sniper - Simo Häyhä ISBN 978-952-5026-74-0